# Уссурийский трубконос
Уссурийский трубконос или малый трубконос (лат. Murina ussuriensis) — вид млекопитающих отряда рукокрылых.

## Внешний вид и строение
Масса примерно 4,5 г, длина тела около 36—45 мм, хвост длиной 30—32 мм, длина предплечья 28—30 мм, крылья в размахе 19—22 см. Спина серая или серо-палевая, с рыжеватым оттенком, живот желтовато-белёсый. Сагиттальный гребень на черепе не развит.

## Кариотип
В кариотипе 44 хромосомы.

## Распространение и места обитания
Обитает в Восточном Китае, Корее и Японии. На Дальнем Востоке России отмечен в Приморском крае, на юге острова Сахалин и Кунашире.
Все находки уссурийского трубконоса связаны с хвойно-широколиственными лесами. Уссурийских трубконосов находили в дуплах деревьев, под корой, один был пойман на папоротнике в лесу, несколько раз они залетали на свет в зимовья. Одного нашли зимой в пещере Спящая красавица.

## Поведение
Образ жизни не изучен. Видимо, в светлое время суток скрывается в листве. Охотится низко над землёй в зарослях.

## Численность
Очень редкий вид. В Приморском крае за всё время найдено только около 10 экземпляров.

## Уссурийский трубконос и человек
Охраняется вместе с другими видами в заповедниках Кедровая Падь, Уссурийский и Лазовский.